# Gorgui Dieng
Pour les articles homonymes, voir Dieng.
Gorgui Sy Dieng, né le 18 janvier 1990 à Kébémer au Sénégal, est un joueur et dirigeant sénégalais de basket-ball. Il évolue au poste de pivot.

## Carrière

### Saison rookie
En 2013, Dieng se présente à la draft de la NBA et est choisi en 21e position par le Jazz de l'Utah. Il est transféré dans la foulée aux Timberwolves du Minnesota en compagnie de Shabazz Muhammad (14e choix de la draft) contre Trey Burke (9e choix de la draft).
Au début de sa saison rookie, il n'obtient que peu de temps de jeu. Cependant, à la suite des blessures de ses coéquipiers Ronny Turiaf et Nikola Peković, il connaît sa première titularisation le 16 mars 2014 contre les Kings de Sacramento et termine le match avec un double-double : 12 points et 11 rebonds. Au cours des matches suivants, Dieng confirme sa bonne forme du moment et réalise même un match à 22 points et 21 rebonds le 20 mars face aux Rockets de Houston. Il devient le premier rookie des Timberwolves à réaliser un 20-20. Il devient aussi le sixième joueur depuis le début de la NBA en 1970 à terminer avec au moins 20 points et 20 rebonds dans l'un de ses trois premiers matches en tant que titulaire. Il aligne lors des matches suivants des statistiques proches du double-double. Dieng est nommé rookie du mois de mars dans la conférence Ouest. Le 11 avril 2014, de nouveau contre les Rockets, il marque le panier vainqueur du match alors qu'il reste 4,6 secondes à jouer et termine la rencontre avec 12 points et 20 rebonds. Grâce à une meilleure deuxième partie de saison, il est nommé dans le deuxième meilleur cinq des rookies de la saison.

### Saison sophomore
Le 12 janvier 2015, Dieng égale son record de points en carrière avec 22 unités lors de la défaite des siens 101 à 110 contre les Nuggets de Denver. Le 28 janvier, il est nommé dans l'équipe Team World qui participe au Rising Stars Challenge 2015.
Le 1er août 2015, Dieng participe au NBA Africa game 2015 avec la Team Africa.

### Hawks d'Atlanta (2021-2022)
Dieng est licencié par les Grizzlies de Memphis le 26 mars 2021.
Le 29 mars 2021, il s'engage avec les Hawks d'Atlanta.

### Spurs de San Antonio (2022-2023)
Début juillet 2022, il signe pour une saison aux Spurs de San Antonio. Il est coupé le 5 janvier 2023. Deux jours plus tard, il signe à nouveau en faveur des Spurs de San Antonio via un contrat de 10 jours. Dieng signe ensuite un second contrat de 10 jours sans être prolongé directement après. Néanmoins, le 10 février 2023, il signe à nouveau avec les Spurs jusqu'à la fin de saison.

### Dirigeant
Il annonce prendre sa retraite en décembre 2023 et rejoint la direction des Spurs de San Antonio. Il est « représentant des relations basket » aux Spurs.
En septembre 2024, Dieng est nommé manager général adjoint des Spurs d'Austin, l'équipe de NBA G-League affiliée aux Spurs de San Antonio.

### Afrobasket 2015
Lors de l'Afrobasket 2015 en Tunisie, en août 2015, Guorgui Dieng est élu dans le 5 majeur de la compétition en compagnie des Nigérians Chamberlain Oguchi (MVP du tournoi) et Al-Farouq Aminu, du Tunisien Makrem Ben Romdhane et de l'Angolais Carlos Morais.
Dieng termine meilleur marqueur et meilleur rebondeur du tournoi, avec 22,9 points par match et 14,9 rebonds par match.

## Palmarès

### En club
- Champion NCAA en 2013.

### En sélection
- Médaillé de bronze du Championnat d'Afrique masculin de basket-ball 2021

### Distinctions personnelles
- NBA All-Rookie Second Team en 2013-2014.
- Rookie du mois de la Conférence Ouest en mars 2014.
- Big East Defensive Player of the Year en 2013.
- Élu dans le Cinq Majeur du championnat d'Afrique 2015.
- Meilleur marqueur du Championnat d'Afrique masculin de basket-ball 2021.

## Statistiques

### Universitaires
Le tableau suivant présente les statistiques individuelles de Gorgui Dieng pendant sa carrière universitaire.
| S         | U          | J   | T  | MJPM | PTS | PPM | PR  | PT  | %PR    | 3P | 3PT | %3P    | LfR | LfT | %Lf    | TR   | RPM | PD  | I   | C   | TOV | FP  |
| --------- | ---------- | --- | -- | ---- | --- | --- | --- | --- | ------ | -- | --- | ------ | --- | --- | ------ | ---- | --- | --- | --- | --- | --- | --- |
| 2010-2011 | Louisville | 29  | 9  | 15,6 | 164 | 5,7 | 68  | 109 | 62,4 % | 0  | 1   | 0,0 %  | 28  | 52  | 53,8 % | 128  | 4,4 | 19  | 13  | 56  | 27  | 63  |
| 2011-2012 | Louisville | 40  | 40 | 32,8 | 364 | 9,1 | 144 | 274 | 52,6 % | 1  | 2   | 50,0 % | 73  | 108 | 67,6 % | 363  | 9,1 | 42  | 47  | 128 | 80  | 132 |
| 2012-2013 | Louisville | 33  | 32 | 31,1 | 323 | 9,8 | 125 | 234 | 53,4 % | 0  | 0   | -      | 73  | 112 | 65,2 % | 310  | 9,4 | 66  | 44  | 83  | 59  | 85  |
| Total     | Total      | 102 | 81 | 27,3 | 851 | 8,3 | 337 | 617 | 61,7 % | 1  | 3   | 33,3 % | 174 | 272 | 64,0 % | '801 | 7,9 | 127 | 104 | 267 | 166 | 280 |

### Professionnelles
gras = ses meilleures performances

#### Saison régulière
Le tableau suivant présente les statistiques individuelles de Gorgui Dieng pendant sa carrière en NBA.
| Saison    | Équipe      | Matchs | Titul. | Min./m | % Tir | % 3pts | % LF | Rbds/m. | Pass/m. | Int/m. | Ctr/m. | Pts/m. |
| --------- | ----------- | ------ | ------ | ------ | ----- | ------ | ---- | ------- | ------- | ------ | ------ | ------ |
| 2013-2014 | Minnesota   | 60     | 15     | 13,6   | 49,8  | 100,0  | 63,4 | 5,00    | 0,65    | 0,50   | 0,83   | 4,77   |
| 2014-2015 | Minnesota   | 73     | 49     | 30,0   | 50,6  | 16,7   | 78,3 | 8,34    | 2,00    | 0,97   | 1,73   | 9,73   |
| 2015-2016 | Minnesota   | 82     | 39     | 27,1   | 53,2  | 30,0   | 82,7 | 7,13    | 1,74    | 1,15   | 1,17   | 10,09  |
| 2016-2017 | Minnesota   | 82     | 82     | 32,4   | 50,2  | 37,2   | 81,4 | 7,89    | 1,93    | 1,07   | 1,16   | 9,95   |
| 2017-2018 | Minnesota   | 79     | 0      | 16,9   | 47,9  | 31,1   | 77,5 | 4,56    | 0,90    | 0,57   | 0,49   | 5,95   |
| 2018-2019 | Minnesota   | 76     | 2      | 13,6   | 50,1  | 33,9   | 83,0 | 4,09    | 0,95    | 0,63   | 0,54   | 6,38   |
| 2019-2020 | Minnesota   | 46     | 17     | 16,9   | 44,8  | 38,3   | 79,7 | 5,57    | 1,26    | 0,80   | 0,91   | 7,41   |
| 2019-2020 | Memphis     | 17     | 0      | 18,7   | 48,3  | 25,0   | 73,8 | 5,76    | 0,88    | 0,82   | 1,00   | 7,24   |
| 2020-2021 | Memphis     | 22     | 1      | 16,9   | 51,9  | 47,9   | 88,4 | 4,45    | 1,32    | 0,77   | 0,64   | 7,86   |
| 2020-2021 | San Antonio | 16     | 0      | 11,3   | 52,7  | 31,8   | 83,3 | 2,62    | 1,19    | 0,56   | 0,12   | 5,31   |
| 2021-2022 | Atlanta     | 44     | 3      | 8,4    | 47,3  | 42,6   | 73,1 | 2,75    | 0,77    | 0,25   | 0,30   | 3,50   |
| Total     | Total       | 597    | 208    | 20,5   | 50,0  | 36,7   | 79,1 | 5,74    | 1,31    | 0,78   | 0,90   | 7,49   |

Dernière modification effectuée le 15 mai 2022

#### Playoffs
| Saison | Équipe    | Matchs | Titul. | Min./m | % Tir | % 3pts | % LF  | Rbds/m. | Pass/m. | Int/m. | Ctr/m. | Pts/m. |
| ------ | --------- | ------ | ------ | ------ | ----- | ------ | ----- | ------- | ------- | ------ | ------ | ------ |
| 2018   | Minnesota | 5      | 0      | 14,1   | 33,3  | 40,0   | 75,0  | 3,60    | 0,80    | 0,40   | 0,80   | 3,40   |
| 2022   | Atlanta   | 2      | 0      | 5,2    | 50,0  | 0,0    | 100,0 | 1,50    | 0,00    | 0,00   | 0,00   | 1,50   |
| Total  | Total     | 7      | 0      | 11,5   | 35,0  | 33,3   | 80,0  | 3,00    | 0,57    | 0,29   | 0,57   | 2,86   |

## Records sur une rencontre en NBA
Les records personnels de Gorgui Dieng en NBA sont les suivants, :
| Type de statistique        | Saison régulière | Saison régulière          | Saison régulière | Playoffs | Playoffs             | Playoffs      |
| Type de statistique        | Record           | Adversaire                | Date             | Record   | Adversaire           | Date          |
| -------------------------- | ---------------- | ------------------------- | ---------------- | -------- | -------------------- | ------------- |
| Points                     | 25               | @ Thunder d'Oklahoma City | 11 mars 2016     | 7        | @ Rockets de Houston | 15 avril 2018 |
| Paniers marqués            | 10               | 4 fois                    | 4 fois           | 2        | 2 fois               | 2 fois        |
| Paniers tentés             | 20               | @ Nuggets de Denver       | 10 avril 2019    | 8        | @ Rockets de Houston | 18 avril 2018 |
| Paniers à 3 points réussis | 4                | 3 fois                    | 3 fois           | 1        | 2 fois               | 2 fois        |
| Paniers à 3 points tentés  | 7                | 2 fois                    | 2 fois           | 2        | 2 fois               | 2 fois        |
| Lancers francs réussis     | 11               | @ Thunder d'Oklahoma City | 11 mars 2016     | 3        | @ Rockets de Houston | 15 avril 2018 |
| Lancers francs tentés      | 11               | 2 fois                    | 2 fois           | 4        | @ Rockets de Houston | 15 avril 2018 |
| Rebonds offensifs          | 10               | Rockets de Houston        | 11 avril 2014    | 1        | 4 fois               | 4 fois        |
| Rebonds défensifs          | 14               | 2 fois                    | 2 fois           | 5        | 2 fois               | 2 fois        |
| Rebonds totaux             | 21               | @ Rockets de Houston      | 20 mars 2014     | 6        | @ Rockets de Houston | 18 avril 2018 |
| Passes décisives           | 8                | @ Lakers de Los Angeles   | 28 novembre 2014 | 2        | Rockets de Houston   | 21 avril 2018 |
| Interceptions              | 5                | Knicks de New York        | 19 novembre 2014 | 2        | Rockets de Houston   | 21 avril 2018 |
| Contres                    | 6                | 2 fois                    | 2 fois           | 3        | @ Rockets de Houston | 18 avril 2018 |
| Balles perdues             | 6                | 3 fois                    | 3 fois           | 1        | @ Rockets de Houston | 18 avril 2018 |
| Minutes jouées             | 48               | @ Knicks de New York      | 19 mars 2015     | 24       | @ Rockets de Houston | 18 avril 2018 |

- Double-double : 70
- Triple-double : 0

Dernière mise à jour : 9 avril 2023

## Salaires
Les gains de Gorgui Dieng en carrière sont les suivants :
| Année       | Équipe                                         | Salaire      |
| ----------- | ---------------------------------------------- | ------------ |
| 2013-2014   | Timberwolves du Minnesota                      | 1 352 640 $  |
| 2014-2015   | Timberwolves du Minnesota                      | 1 413 480 $  |
| 2015-2016   | Timberwolves du Minnesota                      | 1 474 440 $  |
| 2016-2017   | Timberwolves du Minnesota                      | 2 348 783 $  |
| 2017-2018   | Timberwolves du Minnesota                      | 14 112 360 $ |
| 2018-2019   | Timberwolves du Minnesota                      | 15 170 787 $ |
| 2019-2020   | Timberwolves du Minnesota Grizzlies de Memphis | 16 229 213 $ |
| 2020-2021   | Grizzlies de Memphis                           | 16 587 688 $ |
| 2020-2021   | Spurs de San Antonio                           | 1 000 000 $  |
| 2021-2022   | Hawks d'Atlanta                                | 4 000 000 $  |
| 2022-2023   | Spurs de San Antonio                           | 1 836 090 $  |
| 2022-2023   | Spurs de San Antonio                           | 622 582 $    |
| 2022-2023   | Spurs de San Antonio                           | 105 522 $    |
| 2022-2023   | Spurs de San Antonio                           | 105 522 $    |
| Total Gains | Total Gains                                    | 76 359 107 $ |